# 96 Hours – Taken 2
96 Hours – Taken 2 (Originaltitel: Taken 2) ist ein Film des Regisseurs Olivier Megaton aus dem Jahr 2012 mit Liam Neeson in der Hauptrolle. Der Film führt den 2008 veröffentlichten Actionfilm 96 Hours fort.

## Handlung
Nach Bryan Mills Rachefeldzug im ersten Teil werden die albanischen Menschenhändler in ihrer Heimat Tropoja beerdigt. Murad, der Vater eines der Gangster, schwört am Grabe seines Sohnes Rache. Die Menschenhändler erfahren Mills’ Identität mithilfe eines korrupten albanischen Beamten und nachdem sie den französischen Polizisten Jean-Claude Pitrel gefoltert haben.
Bryans Ex-Frau Lenore trennt sich gerade von ihrem zweiten Ehemann. Auf Bryans Vorschlag hin besuchen Lenore und Kim ihn in Istanbul, wo er drei Tage als Leibwächter eines Scheichs gearbeitet hat.
Als Lenore und Bryan das Hotel verlassen und in die Stadt fahren wollen, werden sie von Murads Schergen verfolgt. Bryan bemerkt zwar ihre Verfolger und versucht ihnen zu entkommen, indem Lenore und er sich trennen, dennoch werden aber beide gefangen genommen. Bryan ruft Kim unmittelbar vor ihrer Gefangennahme an und teilt ihr mit, dass sie entführt werden. Nach einer waghalsigen Fassadenkletterei kann Kim sich in ihr Hotelzimmer retten und dort vor ihren Verfolgern verstecken.
Aus einem Kellerverlies ruft Bryan mit einem kleinen versteckten Handy, nachdem er seinen Kollegen Sam nicht erreicht hat, Kim an. Da sie nicht zur US-Botschaft gehen, sondern helfen will, gibt Bryan ihr Anweisungen, mit Hilfe einiger Dinge aus seinem Koffer seinen eigenen Aufenthaltsort zu ermitteln und ihm eine Waffe zu bringen. Hier zeigt sich ihm zum ersten Mal auch sein Entführer Murad, der Lenore herbeischaffen lässt, sie am Hals verletzt und über Kopf aufhängt, damit sie vor Bryans Augen verblutet. Er wirft ihm vor, seinen Sohn getötet zu haben, was Mills auch nicht bestreitet. Murad kündigt an, auch Mills Tochter zu entführen und an ein erbärmliches Bordell als Sexsklavin zu verkaufen. Als die Entführer den Raum verlassen haben, befreit sich Bryan, löst Lenore von ihren Fesseln und ruft erneut Kim an, die sich auf den Dächern über der Stadt Istanbul befindet und eine Handgranate verwendet, um Bryan eine akustische Positionsermittlung zu ermöglichen. Die Explosion wird auch von den Entführern bemerkt, die Kim daraufhin verfolgen. Bryan tötet mit der Waffe, die ihm Kim mitgebracht hatte, zwei Entführer und rettet Kim, indem er den letzten Verfolger erschießt. Bryan und Kim stehlen ein Taxi und fahren zum Versteck ihrer Entführer zurück, um Lenore zu befreien, die allerdings von den Entführern bereits fortgebracht wurde. Bryan und Kim werden auf der Fahrt zur US-Botschaft von der Polizei sowie Murads Schergen verfolgt, die von ihm ausgeschaltet werden können. Er ruft Sam in den USA an, der dafür sorgt, dass die Botschaft Kim aufnimmt. Auf der Fahrt zu seinem Verlies hatte Bryan jedoch auf verschiedene Dinge wie Straßengeräusche geachtet und kann so den Weg zurückverfolgen.
Bryan findet Murads Versteck, in dem dieser Lenore gefangen hält, und tötet dessen Gefolgsleute. Er findet schließlich den unbewaffneten Murad und macht ihm das Angebot, ihn am Leben zu lassen, wenn er auf Vergeltung verzichtet. Dieser geht scheinbar darauf ein, weswegen Bryan seine Waffe fallen lässt, sich umdreht und sich entfernt. Murad ergreift die ungeladene Waffe und versucht Bryan zu erschießen, woraufhin dieser umkehrt und Murad auf einen Kleiderhaken aufspießt. Lenore kann von Bryan gerettet werden. Zurück in den USA besteht seine Tochter die Führerscheinprüfung und die Familie feiert gemeinsam mit Kims neuem Freund die Rettung und den Führerschein.

## Hintergrund
Der Film wurde in Los Angeles, Malibu, Paris und Istanbul gedreht. Das Budget wurde auf etwa 45 Millionen US-Dollar geschätzt. Seine Premiere feierte der Film am 7. September 2012 beim Festival des amerikanischen Films in Deauville. In der Schweiz lief er am 3. Oktober 2012 an, in den USA am 5. Oktober 2012 und in Deutschland am 11. Oktober 2012. In den US-amerikanischen Kinos spielte er am Eröffnungswochenende über 49,5 Millionen US-Dollar und insgesamt über 139,8 Millionen US-Dollar ein. Weltweit beliefen sich die Einnahmen auf umgerechnet über 376,1 Millionen US-Dollar.
Der Film wurde am 15. März 2013 von Universum Film in Deutschland mit einer FSK-16-Freigabe auf DVD und Blu-ray Disc veröffentlicht.
Diego Boneta und Xavier Samuel sprachen für die Rolle des Jamie vor, die schließlich an Luke Grimes vergeben wurde.

## Deutsche Synchronfassung
Die deutsche Synchronbearbeitung entstand bei Scalamedia in Berlin.
| Darsteller        | Deutscher Sprecher | Rolle               |
| ----------------- | ------------------ | ------------------- |
| Liam Neeson       | Bernd Rumpf        | Bryan Mills         |
| Maggie Grace      | Magdalena Turba    | Kim                 |
| Rade Šerbedžija   | Reinhard Kuhnert   | Murad Krasniqi      |
| Famke Janssen     | Anke Reitzenstein  | Lenore              |
| Luke Grimes       | Manuel Straube     | Jamie               |
| Jon Gries         | Thomas Petruo      | Casey               |
| Nathan Rippy      | Edwin Gellner      | Nachrichtensprecher |
| Leland Orser      | Uwe Büschken       | Sam                 |
| Ahmet Orhan Ozcam | Edwin Gellner      | Taxifahrer          |

## Soundtrack
Am 5. Oktober 2012 veröffentlichte EuropaCorp einen Soundtrack zum Film, der 24 Musiktitel mit einer Gesamtspieldauer von 53:15 Minuten enthält.
| Nr. | Titel                          | Interpret                          | Dauer |
| --- | ------------------------------ | ---------------------------------- | ----- |
| 1.  | Taken 2                        | Nathaniel Méchaly                  | 1:36  |
| 2.  | The Burial                     | Nathaniel Méchaly                  | 0:44  |
| 3.  | Too Close                      | Alex Clare                         | 4:13  |
| 4.  | Kim and Jamie's Car            | Nathaniel Méchaly                  | 1:29  |
| 5.  | Let Me                         | Phoebe Killdeer & The Short Straws | 2:54  |
| 6.  | Back to Paris                  | Nathaniel Méchaly                  | 0:44  |
| 7.  | Bryan Waiting for Leonore      | Nathaniel Méchaly                  | 0:28  |
| 8.  | Torture                        | Nathaniel Méchaly                  | 0:32  |
| 9.  | Bagasaz (feat. Özgür Sakar)    | Kasbah Rockers                     | 3:18  |
| 10. | Kim and Bryan On the Bosphorus | Nathaniel Méchaly                  | 1:48  |
| 11. | Murad Arrives                  | Nathaniel Méchaly                  | 0:26  |
| 12. | Pursuit in the Souk            | Nathaniel Méchaly                  | 2:52  |
| 13. | Bryan and Leonore Are Taken    | Nathaniel Méchaly                  | 1:36  |
| 14. | A Real Hero                    | College                            | 4:26  |
| 15. | In the Van                     | Nathaniel Méchaly                  | 2:02  |
| 16. | Murad Faces Bryan              | Nathaniel Méchaly                  | 2:31  |
| 17. | Bryan Escapes                  | Nathaniel Méchaly                  | 1:59  |
| 18. | Tick of the Clock              | Chromatics                         | 4:41  |
| 19. | Kim Hides At the Hotel         | Nathaniel Méchaly                  | 2:58  |
| 20. | Bosumus                        | Sabahat Akkiraz                    | 3:19  |
| 21. | Searching for Leonore          | Nathaniel Méchaly                  | 2:09  |
| 22. | Fight in the Hammam            | Nathaniel Méchaly                  | 1:33  |
| 23. | Death of Murad                 | Nathaniel Méchaly                  | 2:46  |
| 24. | Handyman                       | Henrik Wikstrom                    | 2:11  |

Darüber hinaus sind im Film folgende Musiktitel zu hören:
- Dream come true – Alan Ett
- Canim Dediklerim – Ali Tekinture
- Violonizm – Yann Macé und Luc Leroy
- Optum Ewa – Yann Macé und Luc Leroy
- Dudaklarinda Arzu – Sevin Özhan und Saadettin Öktenay
- Dertler Benim Olsun – Orhan Gencebay
- Belly Dancer – Daghan Baydur, Ezra Baydur und Sarah Baydur
- Come out to L.A. – Hart und Dudas
- Too Close – Alex Clare

## Rezeption
Die Redaktion des Lexikons des internationalen Films meint: „Dem humorfreien Sequel fehlen die Rasanz und Dringlichkeit des Vorgängers, sodass logische Brüche sowie die unreflektierte Gewaltverherrlichung umso deutlicher hervorstechen.“
Dimitrios Athanassiou schreibt auf Spielfilm.de, die Geschichte klingt stupide und ist es auch. Obwohl das Werk ein Aufguss der ersten Teils ist, macht sie kaum einmal wirklich Spaß. „Das Sequel scheint alles zu entbehren, was den Vorgänger noch auszeichnete: die Atemlosigkeit, die Coolness der Hand-to-Hand-Fights, die atmosphärische Dichte und die Rasanz. Spannung oder eine Ebene des Mitfieberns mit den Akteuren will sich selten einstellen. Es dauert ohnehin viel zu lange für einen Actioner, bis der Streifen Fahrt aufnimmt. Zwischenzeitlich stellt sich schon beinahe die Befürchtung ein, sich in ein durchschnittliches TV-Familiendrama verirrt zu haben. […]  Leichen pflastern zwar auch diesmal den Weg von Ex-Agent Mills, doch wirkt das alles, als wäre es einer Weichspülkur unterzogen worden. Blut fließt lediglich in homöopathischen Mengen und bei den Kampfszenen wurde diesmal wesentlich früher weggeschnitten. Selbst Neeson vermittelt keine allzu große Spiellaune. Insgesamt erweckt der Film damit den Eindruck, auf die Schnelle runtergefilmt worden zu sein. Zudem tun sich solch eklatante Logiklücken auf, dass sich das Publikum zwangsläufig verschaukelt fühlen muss. Ungereimtheiten im Plot fanden sich zwar auch im ersten Teil, die straighte Inszenierung kaschierte das aber weitgehend. Das vermisst man bei „96 Hours – Taken 2“ schmerzlich. Fazit: Hier wurde hastig eine hanebüchene Story mit zweitklassiger Action zu einem Brei verquirlt, der sich vielleicht noch zum Silberscheiben pressen eignet, das Geld für die Kinokarte aber kaum wert ist.“
Die Redaktion der prisma urteilt: „Und wieder beginnt ein großes Gemetzel. Klar, dass das Ganze nicht immer logisch ist […], aber spannend ist es größtenteils dennoch. Auch wenn man fast alle Szenen ähnlich schon gesehen hat […], bietet dieser nicht jugendfreie Streifen von Olivier Megaton […] meist gute Action.“
Carsten Baumgardt von Filmstarts resümiert: „‚96 Hours – Taken 2’ ist ein solider Action-Thriller, der durch das im Vergleich zum Original weit höhere Budget optisch ausgereifter wirkt, aber dafür fehlt der Hochglanz-Fortsetzung auch weitgehend der raue Charme und die infernalische Wucht des Vorgängers.“

## Auszeichnungen
Liam Neeson wurde 2013 beim People’s Choice Awards in der Kategorie Favorite Dramatic Movie Actor nominiert.
Ebenso wurde der Film 2013 für einen Saturn Award als bester Action- oder Abenteuerfilm nominiert.

## Fortsetzungen
Aufgrund des großen Erfolgs wurde sofort ein dritter Teil geplant. Liam Neeson äußerte zunächst Zweifel, bei einem weiteren Film mitwirken zu wollen, spielte in 96 Hours – Taken 3 aber dennoch die Hauptrolle. In Deutschland wurde die Fortsetzung im Dezember 2014 veröffentlicht, in den meisten anderen Ländern im Januar 2015. Die Regie übernahm wie beim zweiten Teil Olivier Megaton, das Drehbuch stammt ein weiteres Mal von Luc Besson und Robert Mark Kamen. Inhaltlich muss Bryan Mills den Mord an seiner Frau aufklären, wird aber – da er selbst als Mörder vermutet wird – von dem Polizisten Franck Dotzler, dargestellt von Forest Whitaker, gejagt.